# Lasse Lehtinen
Lasse Antero Lehtinen (n. 23 de enero de 1947, Kotka) es un escritor, político y periodista finlandés. Es miembro del partido socialdemócrata de Finlandia. Lehtinen fue diputado del parlamento
de Finlandia entre 1972 y 1983. Antes de ser diputado había trabajado de redactor en radio y en una revista. Lehtinen presentó la versión finlandesa del programa de televisión Quién quiere ser millonario
de 1999 a 2005. Fue elegido eurodiputado en las elecciones de 2004 y permaneció hasta el 2009.
- Datos: Q348106
- Multimedia: Lasse Lehtinen / Q348106